# Breidleria erectiuscula
Breidleria erectiuscula är en bladmossart som beskrevs av Lars Hedenäs 1990 [1992. Breidleria erectiuscula ingår i släktet Breidleria och familjen Hypnaceae. Inga underarter finns listade i Catalogue of Life.